# Hiroshi Ohashi
Hiroshi Ohashi (大橋 浩司, Ōhashi Hiroshi, Iga, 27 oktober 1959) is een Japans voormalig voetballer en trainer.

## Carrière
In 2004 werd Ohashi coach van Albirex Niigata FC. In november 2004 werd hij aangesteld als coach van het Japans vrouwenvoetbalelftal. Hij gaf leiding aan het Japans elftal, dat deelnam aan het wereldkampioenschappen in 2007. Japan werd uitgeschakeld in de groepsfase met de Engeland, Argentinië en Duitsland. Hij maakte na het WK van 2007 bekend te stoppen als bondscoach van Japan.